# Peter Rikli
Peter Rikli (ur. 17 lipca 1969 roku w Wangen an der Aare) – szwajcarski kierowca wyścigowy.

## Kariera
Rikli rozpoczął karierę w międzynarodowych wyścigach samochodowych w 1994 roku, od startów w Swiss Touring Car Championship, gdzie jednak nie zdobywał punktów. W późniejszych latach Szwajcar pojawiał się także w stawce Dunlop Tourenwagen Cup Light, DTC Euro Final, German Touring Car Challenge, Vodafone Dutch Touring Car Championship, DMSB Produktionswagen Meisterschaft Division 1, ADAC Procar, European Touring Car Cup oraz ADAC GT Masters.